# Laboulbenia rougetii
Laboulbenia rougetii är en svampart som beskrevs av Mont. & C.P. Robin 1853. Laboulbenia rougetii ingår i släktet Laboulbenia och familjen Laboulbeniaceae.  Arten är reproducerande i Sverige. Inga underarter finns listade i Catalogue of Life.